# Paweł Skrzypkowski
Paweł Skrzypkowski (ur. 1 kwietnia 1986) – polski hokeista, reprezentant Polski.
Jego żoną została siatkarka Natalia Skrzypkowska, z domu Nuszel.

## Kariera
- SMS II Sosnowiec (2002-2004)
- SMS I Sosnowiec (2004-2005)
- Stoczniowiec Gdańsk (2005-2011)
- Ciarko PBS Bank KH Sanok ([2011-2012)
- Nesta Karawela Toruń (2012)
- Aksam Unia Oświęcim (2012)
- 1928 KTH Krynica (2013)
- MH Automatyka Gdańsk (2015)

Wychowanek Stoczniowca Gdańsk. Absolwent NLO SMS PZHL Sosnowiec z 2005. Od maja 2011 do marca 2012 przebywał na wypożyczeniu w Ciarko PBS Bank KH Sanok. Od maja do października 2012 zawodnik Nesta Karawela Toruń. Następnie gracz Aksam Unii Oświęcim. Od 2013 zawodnik drużyny 1928 KTH Krynica. 4 listopada 2013 odszedł z zespołu. Od lutego 2015 zawodnik zespołu MH Automatyka Stoczniowiec 2014 Gdańsk w I lidze.

## Sukcesy
Reprezentacyjne
- Awans do mistrzostw świata do lat 20 Dywizji I Grupy A: 2004

Klubowe
- Puchar Polski: 2011 z Ciarko PBS Bank KH Sanok
- Złoty medal mistrzostw Polski: 2012 z Ciarko PBS Bank KH Sanok